# All your base are belong to us

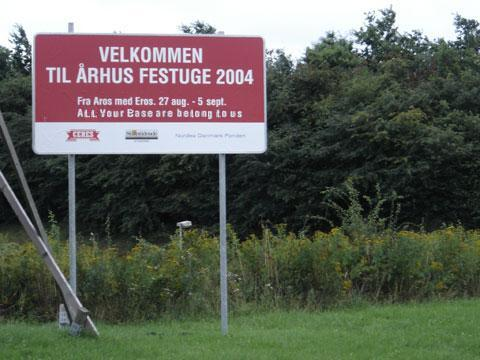
La frase en un cartell a Århus

"All your base are belong to us" (Totes les vostres base són ens pertanyen (sic), sovint abreujat com "All your base", "AYBABTU" o "AYB" és una frase en Engrish que va esdevenir un mem, un fenomen d'Internet. El text prové de l'escena inicial de la versió europea per a Sega Mega Drive del videojoc Zero Wing, publicat l'any 1991 per l'empresa desenvolupadora Toaplan, el qual presentava una traducció molt pobra de la versió original, que era en japonès.
El mem va sorgir arran d'una animació GIF que presentava el text d'obertura del videojoc, el qual va començar a fer-se famós al fòrum Something Awful.

## Referències a la cultura popular i als mitjans de comunicació de masses

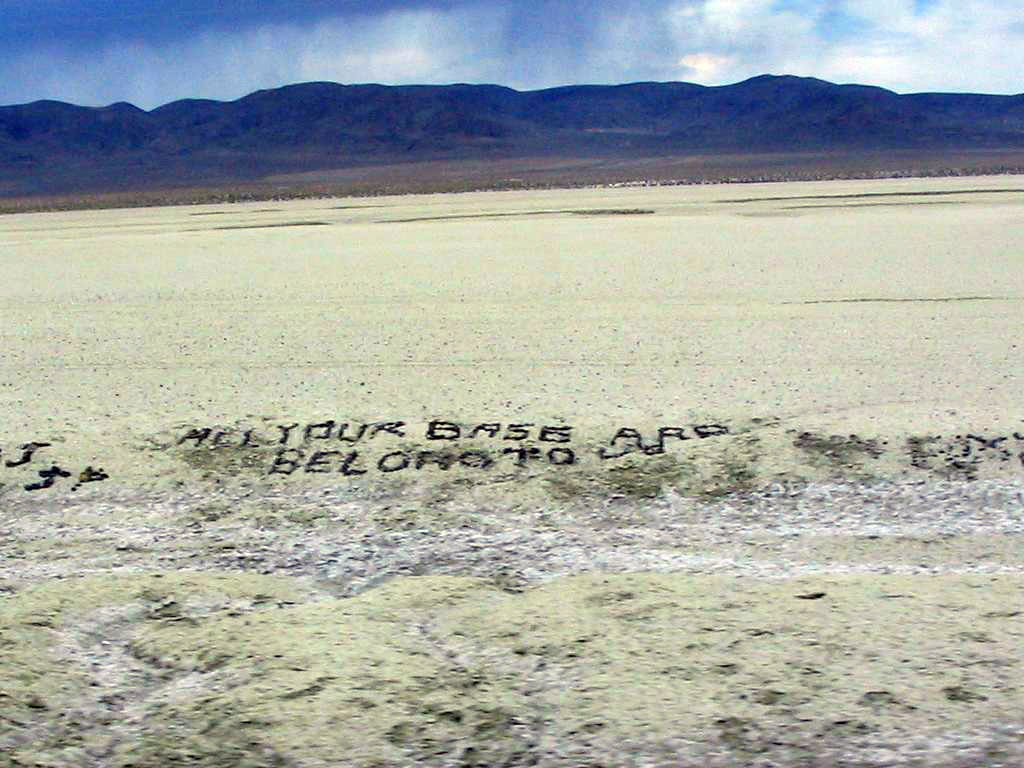
La frase a la Ruta 50 dels Estats Units, a Nevada.

## Text original i traducció

### Text original i traducció a l'anglès
| « | 西暦２１０１年 戦いは始まった。 艦長：一体どうしたと言うんだ！ 機関士：何者かによって、爆発物が仕掛けられたようです。 通信士：艦長！通信が入りました！ 艦長：なにっ！ 通信士：メインスクリーンにビジョンが来ます。 艦長：おっお前は！ ＣＡＴＳ：おいそがしそうだね、諸君。 CATS：連邦政府軍のご協力により、 君達の基地は、全てCATSがいただいた。 ＣＡＴＳ：君達の艦も、そろそろ終わりだろう。 艦長：ばっばかなっ・・・！ ＣＡＴＳ：君達のご協力には感謝する。 ＣＡＴＳ：せいぜい残り少ない命を、大切にしたまえ・・・・。 ＣＡＴＳ：ハッハッハッハッハッ・・・ 通信士：艦長・・・ 艦長：ＺＩＧ全機に発進命令！！ 艦長：もう彼らに託すしかない・・ 艦長：たのむぞ。ＺＩＧ！！ 艦長：我々の未来に希望を・・・ | In A.D. 2101 War was beginning. Captain: What happen? Mechanic: Somebody set up us the bomb. Operator: We get signal. Captain: What! Operator: Main screen turn on. Captain: It's you!! Cats: How are you gentlemen!! Cats: All your base are belong to us. Cats: You are on the way to destruction. Captain: What you say!! Cats: You have no chance to survive, make your time. Cats: Ha Ha Ha Ha.... Operator: Captain!! Captain: Take off every 'ZIG'!! Captain: You know what you doing. Captain: Move 'ZIG'. Captain: For great justice. | » |
| — | | |   |

### Text original i traducció al català
| « | 西暦２１０１年 戦いは始まった。 艦長：一体どうしたと言うんだ！ 機関士：何者かによって、爆発物が仕掛けられたようです。 通信士：艦長！通信が入りました！ 艦長：なにっ！ 通信士：メインスクリーンにビジョンが来ます。 艦長：おっお前は！ ＣＡＴＳ：おいそがしそうだね、諸君。 CATS：連邦政府軍のご協力により、 君達の基地は、全てCATSがいただいた。 ＣＡＴＳ：君達の艦も、そろそろ終わりだろう。 艦長：ばっばかなっ・・・！ ＣＡＴＳ：君達のご協力には感謝する。 ＣＡＴＳ：せいぜい残り少ない命を、大切にしたまえ・・・・。 ＣＡＴＳ：ハッハッハッハッハッ・・・ 通信士：艦長・・・ 艦長：ＺＩＧ全機に発進命令！！ 艦長：もう彼らに託すしかない・・ 艦長：たのむぞ。ＺＩＧ！！ 艦長：我々の未来に希望を・・・ | L'any 2101 La guerra estava començant. Capità: Què passa? Mecànic: Algú ens ha posat una bomba. Operador: tenim senyal. Capità: Què? Operador: Pantalla principal encesa. Capità: Sou vosaltres!! CATS: Com estan, senyors?! CATS: Totes les vostres base són ens pertanyen. CATS: Aneu camí de la destrucció. Capità: Què dieu? CATS: No teniu cap oportunitat de sobreviure, feu via. CATS: Ha ha ha ha… Operador: Capità! Capità: Enlaireu tots els 'ZIG'!! Capità Sabeu el que feu. Capità: Mou 'ZIG'. Capità: Per gran justícia. | » |